# مهاجرت به ایتالیا

درصدساکنان خارجی به نسبت جمعیت هر منطقه

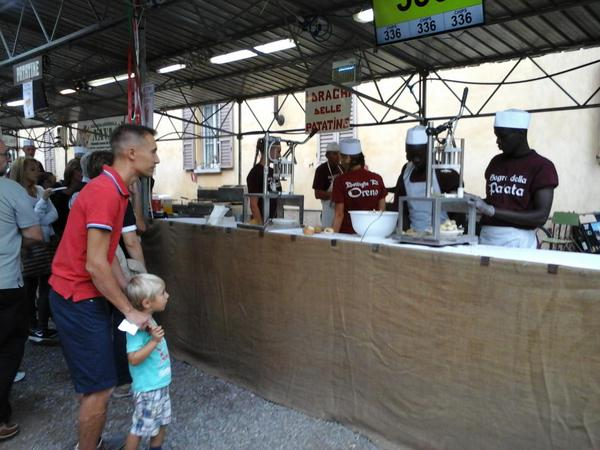
کارگران سنگالی در فستوال سیب زمینی در ویمرکیت (لومباردی) در۲۰۱۵

مهاجرت به ایتالیا (انگلیسی: Immigration to Italy) به وضعیت مهاجرت به این کشور می‌پردازد. در اول ژانویه ۲۰۱۷، آمار اقامت اتباع خارجی در ایتالیا ۵٫۰۴۷٫۰۲۸ نفر بود.

## آمار
این رقم ۸٫۲ درصد از کل جمعیت کشور را در بر می‌گرفت و در مقایسه با سال قبل ۹۲٫۳۵۲ نفر افزایش یافته بود. این ارقام شامل کودکان متولد شده اتباع خارجی در ایتالیا می‌شد (که در سال ۲۰۱۴ میلادی ۷۵٫۰۶۷ نفر بودند؛ و ۱۴٫۹٪ کل تولدها در ایتالیا را شامل می‌شد)، اما اتباع خارجی که بعداً در سال ۲۰۱۴ ملیت ایتالیایی کسب کردند۱۲۹٫۸۸۷ نفر بودند. حدود ۶٬۲ میلیون شهروند ایتالیا که دارای پیشینه مهاجرتی هستند (حدود ۱۰ درصد از جمعیت کشور را در بر می‌گیرند) این آمار همچنین شامل مهاجران غیرقانونی است که تعیین آمارشان دشوار است. در ماه مه ۲۰۰۸، بوستون گلوب آمار تقریبی مهاجران غیرقانونی در ایتالیا را ۶۷۰٬۰۰۰ گزارش کرد. توزیع جمعیت خارجی متولد شده در ایتالیا نا متوازن است: زیرا ۵۹٫۵ درصد مهاجران در بخش شمالی کشور (منطقه اقتصادی توسعه یافته) به سر می‌برند، ۲۵٫۴ درصد در مرکز هستند، در حالی که تنها ۱۵٫۱ درصد در مناطق جنوبی زندگی می‌کنند. تعداد۱۰۲۰۰۰ کودک متولد شده در ایتالیا در سال ۲۰۱۲ مادرانشان خارجی بوده‌اند، و این آمار در سال ۲۰۱۳ به ۹۹ هزار و در سال ۲۰۱۴ به ۹۷ هزار رسید. از زمان گسترش اتحادیه اروپا، موج جدیدی از مهاجرت از کشورهای هم جوار اروپا، به ویژه اروپای شرقی و به طور فزاینده آسیا جایگزین شمال آفریقا به عنوان منطقه اصلی مهاجرت شده‌است. حدود یک میلیون رومانیایی، که حدود ۱۰ درصد از آنها در رم هستند که به طور رسمی به عنوان شهروند ایتالیایی ثبت نام شده‌اند. از سال ۲۰۱۳، خارجیان مهاجر متولد شده به ترتیب زیر تقسیم شده‌اند: اروپا (۵۰٫۸٪)، آفریقا (۲۲٫۱٪)، آسیا (۱۸٫۸٪)، آمریکا (۸٫۳٪) و اقیانوسیه (۰٫۱٪).

## آمار عددی
فقط برای خارجی ها، برای اطلاعات بیشتر در مورد برخورد با خارجیانی که متعاقباً تابعیت ایتالیا را کسب کرده اند، به سایت یوروست  مراجعه کنید..
| سال  | جمعیت             |
| ---- | ----------------- |
| ۲۰۰۲ | ۱٬۳۴۱٬۲۰۹         |
| ۲۰۰۳ | ۱٬۴۶۴٬۶۶۳         |
| ۲۰۰۴ | ۱٬۸۵۴٬۷۴۸         |
| ۲۰۰۵ | ۲٬۲۱۰٬۴۷۸         |
| ۲۰۰۶ | ۲٬۴۱۹٬۴۸۳         |
| ۲۰۰۷ | ۲٬۵۹۲٬۹۵۰         |
| ۲۰۰۸ | ۳٬۰۲۳٬۳۱۷         |
| ۲۰۰۹ | ۳٬۴۰۲٬۴۳۵         |
| ۲۰۱۰ | ۳٬۶۴۸٬۱۲۸         |
| ۲۰۱۱ | ۳٬۸۷۹٬۲۲۴         |
| ۲۰۱۲ | ۴٬۰۵۲٬۰۸۱         |
| ۲۰۱۳ | ۴٬۳۸۷٬۷۲۱         |
| ۲۰۱۴ | ۴٬۹۲۲٬۰۸۵         |
| ۲۰۱۵ | ۵٬۰۱۴٬۴۳۷         |
| ۲۰۱۶ | ۵٬۰۲۶٬۱۵۳         |
| ۲۰۱۷ | ۵٬۰۴۷٬۰۲۸ (۸٫۳۴٪) |
| ۲۰۱۸ | ۵٬۱۴۴٬۴۴۰ (۸٫۵۲٪) |
| ۲۰۱۹ | ۵٬۲۵۵,۵۰۳ (۸٫۷٪)  |
| ۲۰۲۰ | ۵٬۰۳۹٬۶۳۷ (۸٫۴٪)  |
| ۲۰۲۱ | ۵٬۱۷۱٬۸۹۴ (۸٫۷٪)  |
| ۲۰۲۲ |                   |